# Păltineasa, Bistrița-Năsăud
Păltineasa este un sat în comuna Spermezeu din județul Bistrița-Năsăud, Transilvania, România. La recensământul din 2002 avea o populație de 131 locuitori. Biserica greco-catolică a fost construită din lemn în secolul al XVIII-lea și este monument istoric (cod: BN-II-m-B-01682). Aceasta a fost restaurată în anul 2011.